# Papiro Oxirrinco 85
El Papiro Oxirrinco 85, también llamado P. Oxy. 85, es un documento sobre una serie de declaraciones por diversos gremios de obreros, escrito en griego. El manuscrito fue escrito en papiro en forma de una hoja. Se descubrió en Oxirrinco, Egipto. El documento fue escrito el 26 de noviembre del 338. En la actualidad se encuentra en el Departamento de Manuscritos del Museo Británico, Inglaterra.

## Documento
La carta contiene una serie de declaraciones (seis de ellos conservados), dirigida a Flavio Eusebio, un logistes. Los gremios declararon el valor de sus bienes que quedaron en inventario al final de un mes. Los gremios representados por los vendedores de cerveza, panaderos, vendedores de aceite y apicultores. La declaración de los caldereros fue escrita por Aurelio Thonis. Las mediciones del fragmento son 238 por 220 mm.
Fue descubierto por Bernard Pyne Grenfell y Arthur Surridge Hunt en 1897, en Oxirrinco, Egipto. El texto fue publicado por Grenfell y Hunt en 1898; también fue examinado por Joachim Hengstl.